# سبيريديون لوسي
سبيريدون لوسي (اليونانية: Σπυρίδων Λούζης، الإيطالية: Spiridione Lusi، الألمانية: Spiridion Graf von Lusi؛ نحو 1741 – نحو 1815) كان عالمًا يونانيًا ودبلوماسيًا وسياسيًا وسفيرًا مُجنَّسًا لدى بروسيا.

## السيرة الذاتية
ينحدر سبيريدون لوسي من أصل يوناني، إذ وُلد في جزيرة كيفالونيا عام 1741، وكانت حينها خاضعة لـجمهورية البندقية. هاجر إلى إيطاليا، حيث أقام لسنوات طويلة ودرس في "المدرسة اليونانية" في البندقية، ثم واصل تعليمه في جامعة بادوفا. دفعه طموحه إلى اقتحام ميادين الدبلوماسية، فابتعثته البندقية وزيرًا لها إلى لندن، ثم خدم في بروسيا وبرلين. ما بين عامي 1763 و1765، انكبّ على ترجمة أربعة مجلدات من مؤلفات لوسيان من اليونانية إلى الإيطالية، نُشرت في لندن والبندقية عام 1764، مضيفًا إليها حوارات مترجمة لـغاسبارو غوتسي. بعد ذلك بسنوات، انتقل إلى فيينا.
وفي عام 1775، وأثناء وجوده في بريسلَو، التقى بـفريدريك الكبير الذي أعجب به وبمؤهلاته، فاستدعاه إلى برلين سنة 1777 وقدّمه إلى المجتمع البروسـي وعرّفه على الملك في بوتسدام. خلال حرب خلافة بافاريا انضم إلى فيلق المتطوعين كقائد سرية، وخاض معارك ضارية ضد الإمبراطورية النمساوية فأظهر شجاعة نادرة أهّلته سريعًا للترقية إلى رتبة رائد. وفي عام 1780 عُيّن سفيرًا لبروسيا في لندن، ليتسلم منصبه رسميًا في فبراير 1781. ومع تحسّن العلاقات البروسية البريطانية في أواخر عهد فريدريك، مارس لوسي دورًا دبلوماسيًا أكثر تأثيرًا، حتى رُقّي إلى رتبة عقيد عام 1784.
استُدعي من لندن في أكتوبر 1788، ثم رافق الملك الجديد فريدريك وليام الثاني ملك بروسيا في حملته ضد النمسا عام 1790. وفي يناير 1792 رزق بابنه فريدريك فيلهلم لودفيغ أوغست سبيريدون (Φρειδερίκος Λούζης)، الذي سيصبح لاحقًا ضابطًا في فوج الحرس الأول. وفي العام نفسه رقّاه الملك فريدريك وليام الثالث إلى رتبة لواء، ثم إلى فريق 1798. وفي عام 1800 عُيّن سفيرًا في سانت بطرسبرغ، لكنه استقال بعد عامين بناءً على طلبه. بعدها تقاعد وعاش في هدوء في بوتسدام حتى وفاته عام 1815.
استقرّ أحفاده في ألمانيا وإيرلندا، وانقرض اسم العائلة في إيرلندا بوفاة حفيدته الكونتيسة إليس دي لوسي عام 1919. ومن أبرز أحفاده الفيزيائي جون جولي في الجمعية الملكية (1857–1933). أما في ألمانيا فما زال أحفاده يعيشون إلى اليوم.